# Jean Cocteau
Jean Maurice Eugéne Clément Cocteau (Maisons-Laffitte, 5. srpnja 1889. – 11. listopada 1963.), francuski pjesnik, romanopisac, dramatičar, dizajner, boksački trener i filmaš.
Rodio se u mjestu Maisons-Laffitte, malom gradu kraj Pariza, od oca Georgesa i majke Eugénie. Njegova obitelj bila je ugledna u pariškim krugovima. Otac mu je bio odvjetnik i amaterski slikar koji je počinio samoubojstvo kad je Jean imao samo 9 godina. U svojoj petnaestoj godini otišao je od kuće. Usprkos njegovim postignućima na gotovo svim književnim i umjetničkim poljima, on je uvijek isticao da je prvenstveno pjesnik te da je njegov opus poezija. O njemu je pohvalno govorila i američka spisateljica Edith Wharton. S 19 godina, Jean je objavio prvu zbirku pjesama naslovljenu "Aladinova svjetiljka".
Bio je cijenjen član zajednice avangardnih umjetnika na Montparnasseu, posebice jer je vodio boemski život. U svojim ranim dvadesetim godinama, bio je jako produktivan. Ruski impresario Sergej Djagilev izazvao ga je da napiše nešto za kazalište. Izjavom "Iznenadi me" bacio je rukavicu Jeanu. On je izazov prihvatio, a rezultat je bio balet "Parada": Djagilev je bio producent, kostime i scenografiju napravio je Pablo Picasso, a glazbu je skladao Erik Satie.
Djelo nije bilo dobro prihvaćeno, a u samoj radnji osjećao se nadrealizam. Ime pravca nadrealizam skovao je pisac Guillaume Apollinaire. 
Kasnije je Cocteau pisao:
»Da se nije pojavio Apollinaire, sa svojom obrijanom lubanjom, ožiljkom na slijepoočnici i zavojem oko glave, dame bi nam bile iskopale oči ukosnicama.«
Snimio je 6 filmova nadrealističkog ugođaja. Ti filmovi kasnije su utjecali na filmski žanr poznat kao Francuski novi val. Pisao je djela i za Edith Piaf, s kojom je bio i veliki prijatelj.
Upoznao je mladog pisca imenom Raymond Radiguet, kojeg je oslobodio vojne službe, i pomogao mu izdati prva djela. Često su se družili, išli na putovanja i odmore. Danas se sumnja da je izeđu njih dvoje postojala nekakva homoseksualna veza, iako za te tvrdnje nema dokaza. Raymondova iznenadna smrt 1923. godine, shrvala ga je pa se odao opijumu.
Njegova najpoznatija knjiga, Les enfantes terribles, napisana je u jednom tjednu. Bio je biseksualac. Imao je nekoliko prolaznih veza s ženama. Djece nije imao, iako je kasnije jednog dječaka posvojio. Navodno je, od 1918. do svoje smrti 1963., bio Veliki majstor Sionskog priorija.
Bio je član Francuske akademije od 1955. do smrti, a tijekom života je dobio još niz priznanja. Umro je u svom dvorcu od srčanog udara 11. listopada 1963. u dobi od 74 godine (istoga dana umrla je i Edith Piaf). Pokopan je u svom vrtu.